# 자파하리네트
자파하리네트(일본어: ジャパハリネット, Japaharinet)는 일본의 에히메현 마쓰야마시 출신인 남자 록 밴드이다. 일본에서는 흔히 자파하리라는 약칭으로 부른다.

## 개략
1999년 결성하여, "시코쿠 최강의 록 밴드"라고 일컬어졌다. 2004년 1월 21일 싱글 "哀愁交差点"(애수 교차점)으로 데뷰하여, 현재도 마쓰야마 시를 중심으로 활동하고 있다.

## 구성원
- 가시마 히로유키 (鹿島 公行, 1979년 4월 21일 - ) : 베이스 기타
- 나카타 히로키 (中田 衛樹, 1979년 11월 12일 - ) : 기타
- 기도 겐지로 (城戸 けんじろ, 본명 城戸 健次郎, 1981년 2월 9일 - ) : 보컬
- 료이치 (りょういち, 본명 나카오카 료이치, 中岡 良一, 1982년 5월 4일 - ) : 드럼

## 작품 목록

### 싱글
- 物憂げ世情 (2002년 7월 27일) ※자주 제작
- 烈の瞬 (2003년 5월 28일) ※자주 제작
- 哀愁交差点 (2004년 1월 21일)
- 遥かなる日々 (2004년 9월 8일)
- 帰り道 (2005년 1월 19일)
- 金色の螺旋 -コンジキノラセン- / 美しき儚きかな (2005년 12월 21일)

### 앨범
- 満ちて来る日々 (2003년 1월 26일) ※자주 제작
- 現実逃走記 (2004년 2월 18일)
- 東京ウォール (2005년 4월 20일)